# Diametro aerodinamico
Il diametro aerodinamico è una grandezza equivalente utilizzata per descrivere il comportamento di particelle, che esse siano solide o liquide, in un fluido gassoso. Il diametro aerodinamico (talvolta chiamato diametro idraulico) viene definito come il diametro di una sfera di densità unitaria pari ad 1 g/cm^3, con la stessa velocità di decantazione (o di sedimentazione) della particella nel fluido al riposo. In termini matematici è espressa come il prodotto tra il valore di diametro della particella in esame e la radice quadrata della sua densità.